# Dư Văn Lạc
Dư Văn Lạc (tiếng Trung: 余文樂, tiếng Anh: Shawn Yue Man-lok, sinh ngày 23 tháng 11 năm 1981) là một nam diễn viên kiêm ca sĩ người Hồng Kông.
Trước khi đến với con đường ca hát, anh từng là một người mẫu có tiếng từ đầu thập niên 2000. Trong suốt sự nghiệp của mình, anh đã phát hành 5 album đĩa nhạc và 4 album đĩa đơn, ngoài ra anh còn có một sự nghiệp đóng phim rất ấn tượng.

## Đời tư
Anh đã kết hôn với nữ tỷ phú Vương Đường Vân vào năm 2017 và đã có hai con.